# كهف نويزيتييه
كهف نويزيتييه (بالفرنسية: Grotte du Noisetier) هو موقع أثري يقع في بلدية براسامبوي بمنطقة لاند في نوفيل-أكيتين، فرنسا. اكتُشف الموقع في عام 2000، ويعود تاريخه إلى العصر الحجري القديم الأوسط، ويرتبط أساسًا بثقافة الموستيرية.

## الاكتشاف
تم تحديد الكهف لأول مرة في عام 2000. أُجريت الحفريات الأثرية على مراحل متعددة بعد الاكتشاف، وكشفت عن سلسلة من الطبقات الأثرية المحفوظة جيدًا، بما في ذلك أدوات حجرية وبقايا حيوانية يُعتقد أنها من صنع النياندرتاليين.

## الأهمية
يُعد كهف نويزيتييه موقعًا مهمًا لدراسة المجتمعات النياندرتالية في جنوب غرب فرنسا، ويُوفر أدلة غنية حول تقنيات الصيد، وأسلوب الحياة، والبيئة التي عاشوا فيها. كما أن قربه من موقع براسامبوي الشهير—المعروف بتمثال سيدة براسامبوي المنحوت من العاج—يضيف أهمية خاصة للموقع ضمن السياق الأوسع لدراسة عصور ما قبل التاريخ في المنطقة.